# 埃克萨拉
埃克萨拉（Eksara），是印度西孟加拉邦Haora县的一个城镇。总人口6485（2001年）。

## 人口
该地2001年总人口6485人，其中男性3360人，女性3125人；0—6岁人口833人，其中男415人，女418人；识字率66.12%，其中男性为68.48%，女性为63.58%。